# Spiritisme abracadabrant
Spiritisme abracadabrant è un cortometraggio francese del 1900, diretto ed interpretato da Georges Méliès.

## Trama
Un uomo cerca ripetutamente di liberarsi di cappello e soprabito, ma invano, perché ogni volta che se li toglie, quegli indumenti gli ricompaiono addosso.